# La Cuevona
La Cuevona o Cuevona de Cuevas es una formación kárstica situada en España, en la parroquia de Junco en el concejo asturiano de Ribadesella.

## Descripción
Es un túnel natural o gruta de más de trescientos metros de longitud. Se encuentra a unos 7 km de Ribadesella por la carretera que lleva al interior hasta el cruce de Junco, siguiendo un recorrido de gran belleza paisajista. La carretera llega a un pequeño valle donde está la montaña que atraviesa La Cuevona.El paso natural fue habilitado y aprovechado en el pasado por los vecinos y este camino se modernizó más tarde con asfalto, construyendo una verdadera carretera por la que pueden circular vehículos y peatones. El arroyo que en épocas remotas dio origen a la cueva discurre paralelo por un lateral. Al otro lado de la entrada se encuentra la aldea llamada Cuevas del Agua que pertenece a la parroquia de Junco.
La cueva es nombraba en el Diccionario de Madoz como «Boquera», dentro de la parroquia de Moro y descrita de la siguiente forma:

[...] y una cueba llamada Boquera, cuya estension es de 1,000 varas de long., 20 de lat. y 33 de alt. :sirve para la comunicación de los pueblos de Cuebas y Junco, sin que lo impida el arroyo que la atraviesa; en dicha cueba se ven petrificaciones y estalácticas de caprichosas formas.

## Características de la cueva
La cueva está perfectamente iluminada tanto para favorecer el paso de los transeúntes como para resaltar las formaciones geológicas.
Conserva su estructura original; de formación calcárea, contiene bóvedas, recovecos, estalactitas, estalagmitas, columnas, y coladas, adoptando muchas veces formas fantásticas que han dado lugar a denominaciones especiales como «la lengua del diablo» o «las barbas de Santiago».
La flora está representada por los especímenes propios de una cueva como son líquenes, algas, musgos, helechos y hongos; helechos, algas y musgos se detectan especialmente en las dos entradas. Respecto a la fauna y a pesar de la presencia humana hay todavía ejemplares de salamandra ciega, ranas y murciélagos, aunque estos últimos son bastante escasos y ya no forman las grandes colonias que hubo en otro tiempo debido precisamente a la presencia humana. Los murciélagos huyeron a otras cuevas, especialmente a la de Cueva Rosa donde han llegado a formar una importante población.

La Cuevona
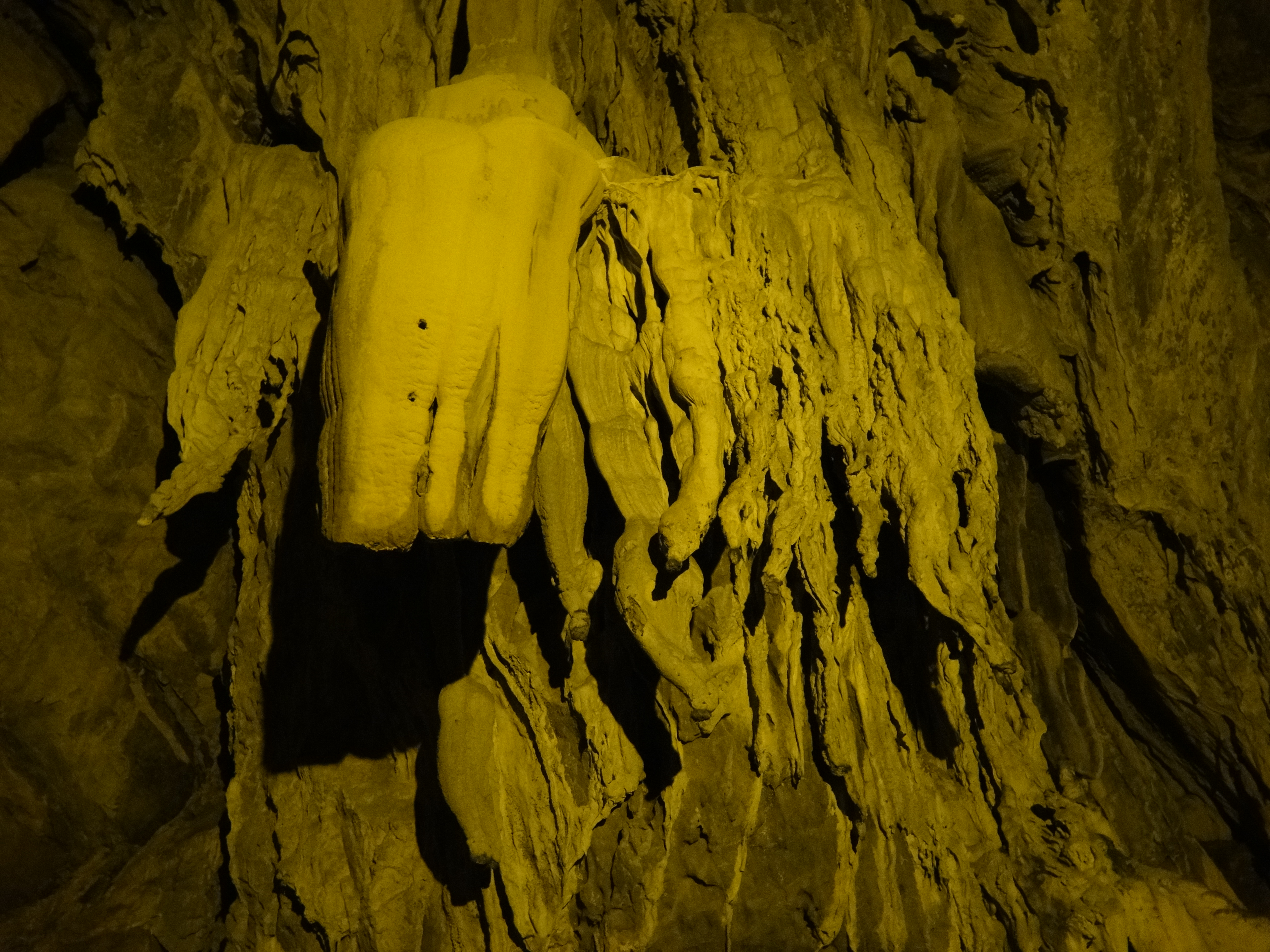
Mezcla de estalactitas, banderolas y coladas.
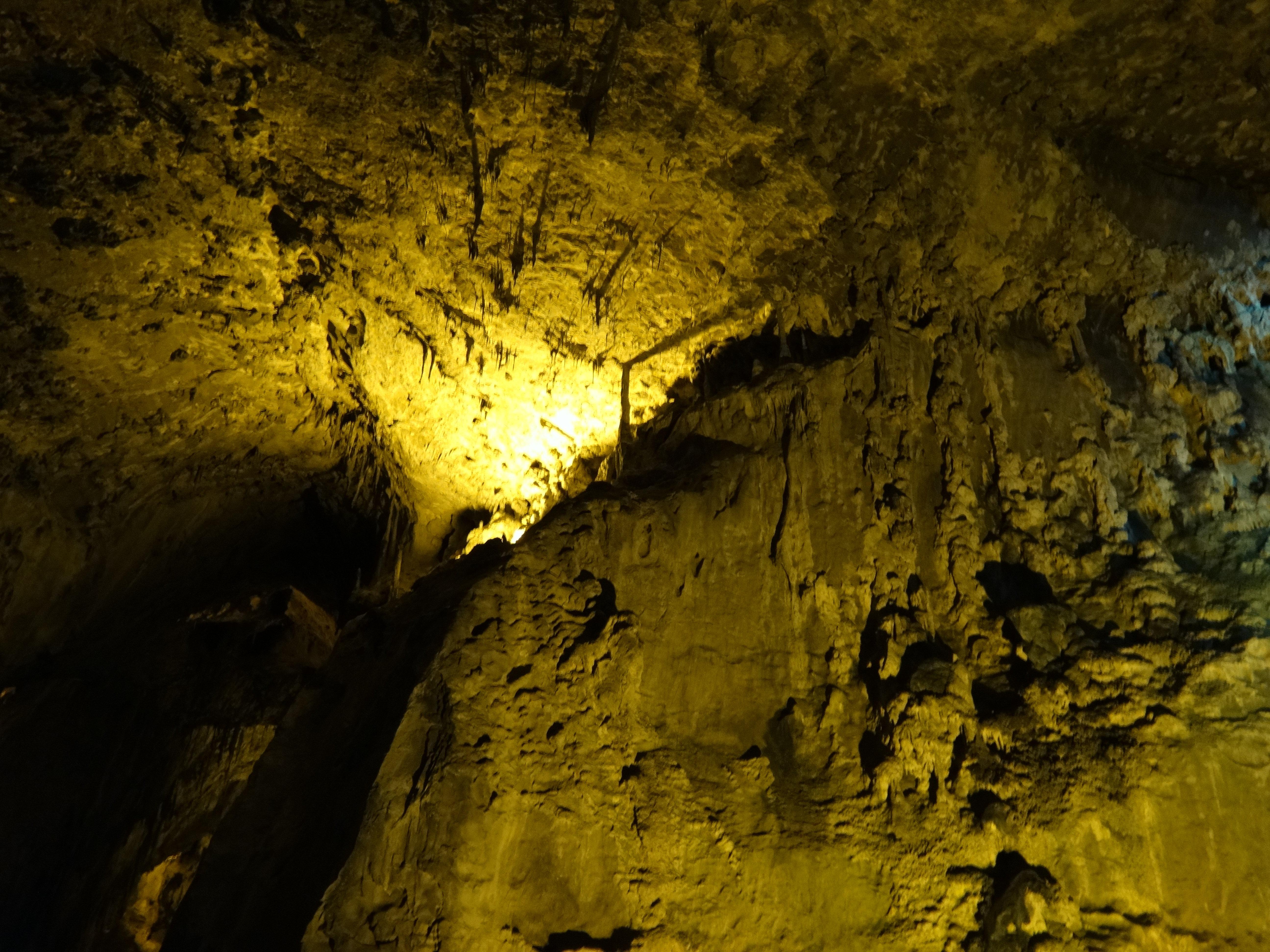
Estalactitas en el techo y coladas en la pared.
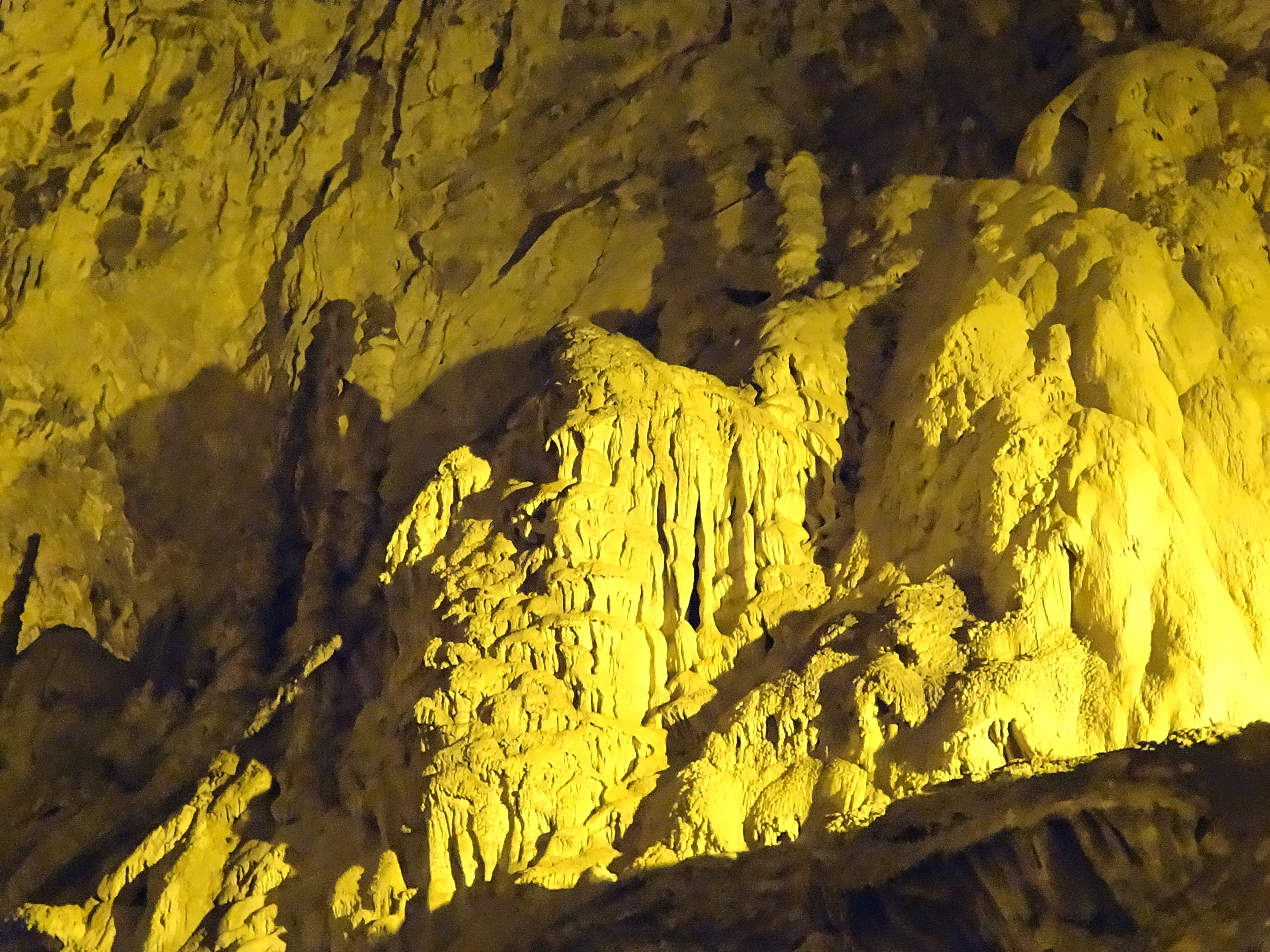
Coladas y una probable estalagmita.